# 米洛什·米卢蒂诺维奇
米洛什·米卢蒂诺维奇（羅馬化：Miloš Milutinović，1933年2月5日—2003年1月28日），塞尔维亚男子足球运动员。他曾代表南斯拉夫参加1954年和1958年国际足联世界杯。

## 球會生涯
米洛什·米盧蒂諾維奇曾效力於FK博爾，柏迪遜, OFK貝爾格萊德, 拜仁慕尼黑, RCF巴黎及法蘭西斯足球會。在1955-56賽季，他在第一場歐洲冠軍球會盃中打進兩球，帮助柏迪遜和士砵亭战成3-3平局。随后在次回合中，他又打进四球，使柏迪遜以5-2赢得比赛。在四分之一决赛的第二回合中，他再次打进两球，帮助球队以3-0击败最终冠军皇家马德里，尽管这并不足以弥补首回合0-4输给皇家马德里的劣势。
他為柏迪遜出場213場比賽，打進231球，贏得兩次國家盃（1954 年和 1957 年）。然後他轉會到OFK貝爾格萊德，後來轉會到拜仁慕尼黑。1959年，他因持續的肺部問題接受了手術。他在德國待了一年，然後在法國踢球。

## 家庭
弟弟米洛拉德·米卢蒂诺维奇、博拉·米卢蒂诺维奇。